# Quinto Cecílio Metelo Nepos
Quinto Cecílio Metelo Nepos (m. 55 a.C.; em latim: Quintus Caecilius Metellus Nepos), dito o Velho ou Maior, foi um político da gente Cecília da República Romana eleito cônsul em 98 a.C. com Tito Dídio. Era filho de Quinto Cecílio Metelo Baleárico, cônsul em 123 a.C. e pai de Quinto Cecílio Metelo Nepos, cônsul em 57 a.C. e conhecido como "o Jovem".

## Carreira
Nepos esforçou-se para conseguir que Quinto Cecílio Metelo Numídico, que estava exilado, conseguisse voltar para Roma em 99 a.C.. Foi eleito cônsul, em 98 a.C., com Tito Dídio e lutou na Península Ibérica contra os celtiberos e váceos. Durante o mandato, os dois fizeram aprovar a Lex Caecelia Didia.

## Família
Casou-se com Licínia Prima, viúva de Quinto Múcio Cévola, cônsul em 95 a.C., que já era sua amante. Teve com ela dois filhos, Quinto Cecílio Metelo Céler (que também pode ser um neto de Metelo Diademado adotado por ele), cônsul em 60 a.C., e Quinto Cecílio Nepos, o Jovem, cônsul em 57 a.C., e uma filha, Cecília Metela, que casou-se com Públio Cornélio Lêntulo Espínter, cônsul em 57 a.C., e foi amante de Públio Cornélio Dolabela.